# Pacea Westfalică

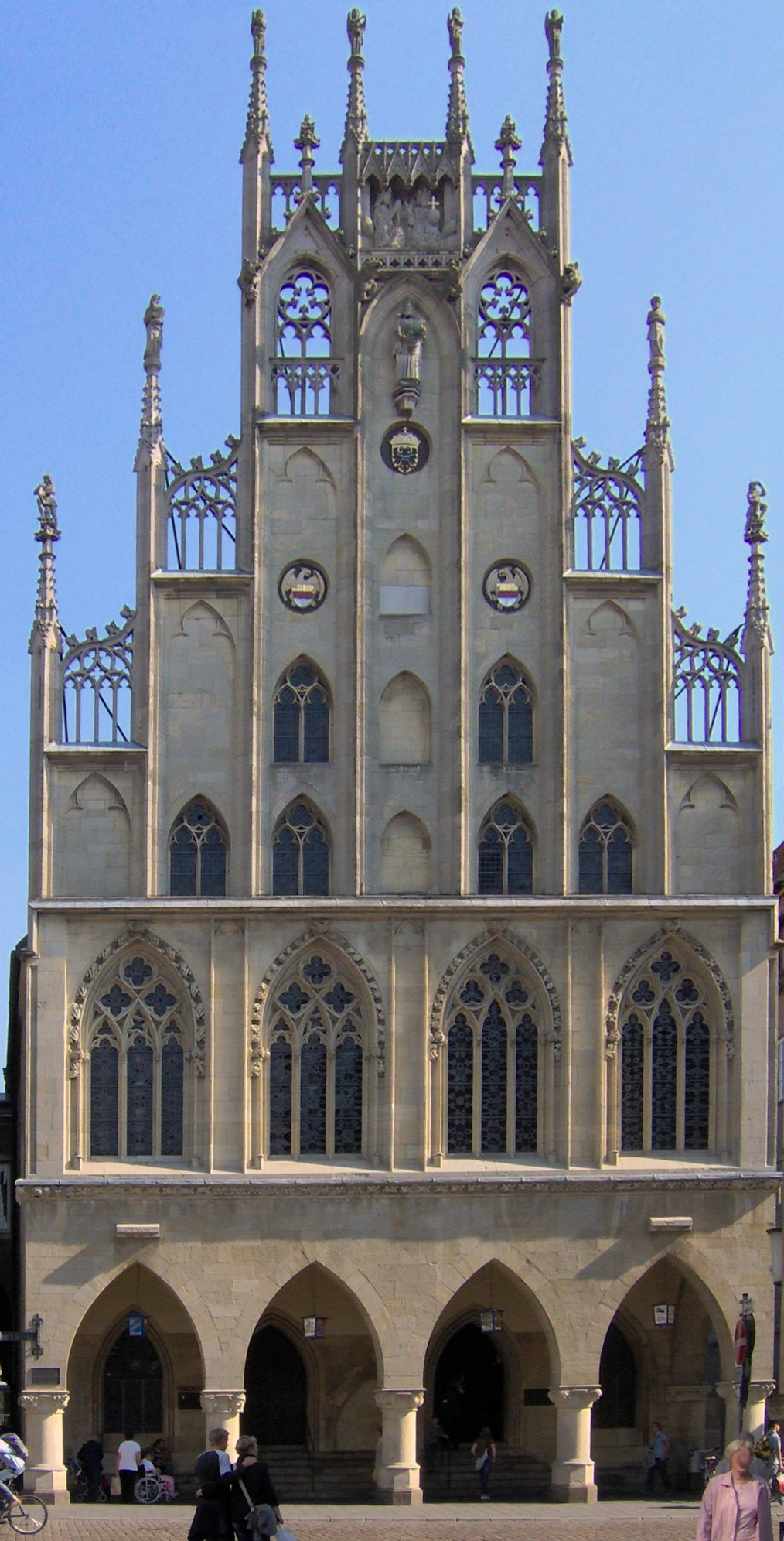
Primăria orașului Münster, unde a fost semnată o parte din tratatele de pace

Pacea Westfalică este un tratat de pace încheiat în anul 1648 prin care a fost pus capăt Războiului de Treizeci de Ani. În Pacea Westfalică au fost reafirmate prevederile Păcii Religioase de la Augsburg (1555), prin care religia catolică și cea protestantă (luterană) erau privite ca religii egal îndreptățite, și totodată aceste prevederi au fost extinse, cuprinzând și confesiunea calvină din imperiu. 
Suedia a preferat să negocieze cu Sfântul Imperiu Roman la Osnabrück, controlat de forțele protestante. Osnabrück era un oraș luteran și catolic biconfesional, cu două biserici luterane și două biserici catolice. Consiliul municipal era exclusiv luteran, dar orașul găzduia, de asemenea, capitlul catolic al Diecezei de Osnabrück, și avea mulți alți locuitori catolici. Orașul a fost ocupat de trupele Ligii Catolice din 1628 până în 1633 și apoi de Suedia luterană.

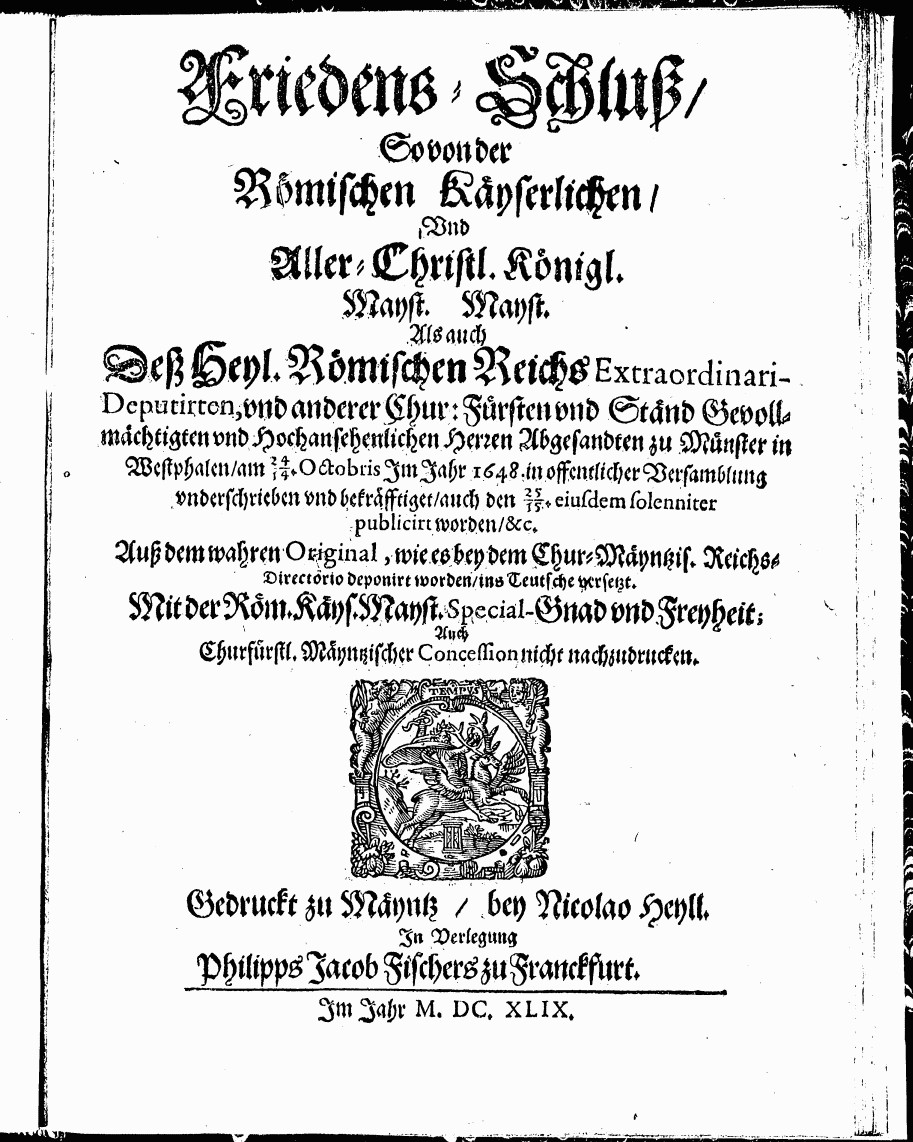
Versiunea germană a Tratatului de la Münster, tipărită în 1649

## Tratate
Tratatul de pace este alcătuit din două documente: 
- „Tratatul din Münster” (încheiat între Sfântul Imperiu Roman și Franța),[4]
- „Tratatul din Osnabrück” (încheiat între Sfântul Imperiu Roman și Suedia).[5]

Primele negocieri de pace au avut loc în Köln, urmate de negocierile din Lübeck și Hamburg. 
Cele două tratate alcătuiesc împreună Pacea Westfalică.
Trimisul imperial, contele (ulterior Prinț) Johann Ludwig von Nassau Hadamar, conduce negocierile de pace cu succes, până la capăt. Trimișii spanioli și olandezi semnează Pacea din Münster în Rathaussaal (Primăria orașului), la 15 mai 1648. 
Pentru tratatele din 24 octombrie 1648 nu a avut loc o asemenea ceremonie festivă.

## Urmări
- Suedia obține, în anul 1648 orașul Stettin cu regiunea înconjurătoare; orașul Wismar; de asemenea, episcopatul Bremen și Werden.
- Danemarca nu obține teritoriile pretinse.
- Austria cedează Franței Sundgau.
- Nu s-a reușit o hegemonie catolică în imperiu.
- Franța, prin uneltirile cardinalului Richelieu, care a fost împotriva încheierii păcii, devine cea mai influentă și puternică țară din vestul Europei.
- Părți mari din Sfântul Imperiu Roman sunt pustiite de război, pierderea de vieți omenești fiind estimată între 3 și 4 milioane, la aceasta au contribuit, în principal, foametea și epidemiile.
- Statele germane nu aveau ieșire la mare, fiind excluse din comerțul maritim, ceea ce mai târziu a cauzat lipsa coloniilor germane și a constituit un dezavantaj dezastruos pentru o perioadă de 150 de ani pe piața de desfacere, sursă de materii prime, frânând dezvoltarea economică a acestor state, în comparație cu puterile maritime ale acelei epoci (Olanda, Anglia și Franța).